# Mathieu (Francia)
Mathieu è un comune francese di 2 024 abitanti situato nel dipartimento del Calvados nella regione della Normandia.

## Società

### Evoluzione demografica
Abitanti censiti